# Jean III de Renesse
Jean III de Renesse (c. 1268 - 16 août 1304) était un noble zélandais qui a connu une carrière mouvementée.

## Biographie

### Jean II de Renesse et la jeunesse de Jean III
Il était un fils de Jean II de Renesse (vers 1250 - vers 1294). La première mention de Jean III de Renesse se trouve dans une charte du 15 août 1282, avec laquelle Florent V de Hollande accordait la liberté de péage sur ses territoires pour les marchandises des bourgeois de Gouda qui étaient transportées sur des navires sans péage. Les bénéficiaires étaient Jean de Renesse, père et fils, ce dernier mentionné comme « Johannes sinen soen, que Sophien a die joncvrouwe van der Gouden pour épouser ».
La base du pouvoir de la famille De Renesse se situait en Zélande, en particulier sur l'île de Schouwen, avec le château de Moermond comme centre. Jean II et son frère Costijn de Renesse ont joué un rôle de premier plan dans la conquête en 1280 par Florent V du château de Vreeland, qui avait été promis par Glibert IV d'Amstel (nl) à l'évêque élu Jean de Nassau (nl).
Jean III s'est marié vers 1280 avec l'héritière Sophie de Gouda (nl) († 1299). Ils eurent une fille, Marguerite, qui pouvait hériter de la ville de Gouda, propriété de sa mère, en vertu d'un privilège comital du 24 mars 1297. Avec la possession familiale de la ville de Gouda, son père Jean II reçut la supervision d'un lieu stratégiquement important : de là, il pouvait garder et surveiller Oudewater et le reste du pays de Woerden (nl), qui avait été détruit après la fuite d'Herman de Woerden (nl) a été promis à Florent V en 1281.
Après les années 1280, Jean II de Renesse était un pilier du pouvoir du comte à la frontière orientale de son territoire. Cependant, cela n'a pas duré. La rébellion des nobles zélandais à partir de 1290 et leur affiliation au comte Gui de Dampierre, comte de Flandre, ont durement frappé Florent V. Les nobles étaient depuis longtemps mécontents de la manière dont le comte appliquait la keure (charte) de Zélande.
De plus, ils ont pu profiter de l'opposition, de longue date, entre la Hollande et la Flandre à propos de la Zélande à l'ouest de l'Escaut (Walcheren et le Beveland-du-Nord) : les comtes hollandais ont tenté de couper le lien féodal avec le comte flamand pour cette région. Jean II de Renesse était l'un des apostats les plus en vue : le 18 mars 1290, dès le début de l'insurrection, il dédia la maison de Renesse avec un terrain tout autour au comte Gui de Dampierre et devint ainsi son vassal.
Pour le comte Florent V, la révolte zélandaise aboutit à sa soudaine capture par le comte de Flandre et à la signature forcée le 12 juin 1290 à Biervliet d'un traité qui lui fut très préjudiciable. Après avoir été libéré de sa captivité flamande, il a à son tour emprisonné Jean II de Renesse et son demi-frère Thierry de Brederode (nl) à Mont-Sainte-Gertrude, pour les libérer après que leurs filles aient été contraintes de contracter des mariages inégaux avec certains de ses conseillers. Par la suite, De Renesse et De Brederode se sont réconciliés avec le comte. Jean II et Jean III de Renesse et le demi-frère de Jean II, Thierry de Brederode, n'ont pas participé à une nouvelle rébellion contre le comte en Zélande en 1292, dirigée par les familles de Borssele et de Cats.

### Jean III de Renesse et sa vie mouvementée
Après 1290, Jean III se produit encore avec son père. Dans une charte du 7 mai 1293, il est nommé à côté de son père parmi les garants d'un traité entre Florent V et l'évêque d'Utrecht, Jean de Sierck et le 28 août 1293, père et fils de Renesse assistent au règlement de l'héritage Voorn par le comte Florent. À cette époque, Jean II mourut et Jean III lui succéda.
Au printemps 1295, la bataille fit à nouveau rage entre la Hollande et la Flandre, après que Florent V obtint du roi romain Adolphe de Nassau la révocation du traité humiliant qu'il avait été obligé de signer à Biervliet. De Flessingue, Jean III de Renesse s'installe à L'Écluse et met le feu à cet avant-port de Bruges. Une trêve a suivi, mais elle a été de courte durée. À l'automne, la bataille reprit. Les Flamands ont été vaincus à Borssele par une armée hollandaise qui, selon certains auteurs, était dirigée par le pieux chevalier Jean III de Renesse.
Lorsque, à l'hiver 1295-1296, le comte Florent V opère un revirement politique et échange son alliance avec le roi Édouard Ier d'Angleterre contre une alliance avec le roi Philippe IV le Bel, cela ne plaît pas à tout le monde. Plusieurs nobles sont restés fidèles à leur alliance avec le roi d'Angleterre et ont conspiré pour capturer Florent et le remplacer par son jeune fils Jean, fiancé à la princesse anglaise Elisabeth et élevé en Angleterre. Le plan a été exécuté en juin 1296, mais peu de temps après, Florent a été tué de manière inattendue lorsque des Gooiers ont voulu le libérer.
À l'automne 1296, le nouveau comte Jean Ier de Hollande, âgé de douze ans, s'est marié et une délégation de chevaliers et de citoyens hollandais s'est rendue en Angleterre pour assister à la cérémonie. Jean III de Renesse était l'un d'entre eux. A son retour, et certainement jusqu'au milieu de 1297, il est le conseiller principal du jeune comte. Le 27 mars 1297, il dirige les troupes du comte et dans la bataille avec ses adversaires, il se distingue sur le champ de bataille de Vronen (nl), au nord d'Alkmaar. Cette action militaire a établi sa renommée en tant que guerrier. La récompense suit : il est nommé bailli de Dordrecht et des environs. En 1991, lors de fouilles archéologiques à Saint Pancras, des squelettes d'hommes et de femmes, ont été retrouvés, ce qui montre que de graves crimes de guerre ont été commis au cours de cette bataille. Pour la plupart, tous les hommes valides de la Frise occidentale, des quatre ambachten, ont été massacrés. Le village de Vronen a été incendié et il a été ainsi définitivement rayé de la carte.
Sa position privilégiée auprès du jeune comte ne dura pas. Parmi les conseillers de Jean Ier, Wolfert I van Borselen (nl) s'est imposé et son influence s'est accrue. Une bataille pour la première place fait bientôt rage entre de Renesse et de Borsele. Wolfert veilla à ce que Renesse se voit confier des tâches qui l'occupaient loin du comte. Il a dit au comte que Renesse voulait le capturer et le déposer. Il amena le comte à Veere et somma Renesse de répondre pour lui-même. Il n'accepta pas et fut alors banni, tandis que son château de Moermond fut détruit. Fin octobre 1297, la brèche est totale. Au cours des deux années suivantes, Wolfert a continué à régner et la Hollande était devenue dangereuse pour Jean III de Renesse.
Il se rend alors en Flandre pour offrir ses services et nouer aussitôt des contacts avec le roi d'Angleterre. Le 1er août 1299, Wolfert de Borssele est lynché à Delft par une foule, à la suite d'un conflit qu'il a eu avec les bourgeois de Dordrecht. Jean III a immédiatement tenté de revenir auprès du comte. Mais peu de temps après, le jeune comte mourut et son oncle de la maison d'Avesnes du Hainaut  lui succéda : le comte Jean II de Hollande. Un accord avec lui était impossible pour Renesse.
Jean III de Renesse retourna donc en Flandre et se mit au service du comte Gui de Dampierre, l'ennemi des Avesnes. Renesse a repris la bataille en Zélande, avec des succès variables. Jean II d'Avesnes prend le dessus, le bannit et partage ses biens entre les fidèles d'Avesnes.
Le 1er janvier 1301, une bataille eut lieu à Lodyke, un ancien village près de Berg-op-Zoom, par les rebelles zélandais dirigés par Jean III de Renesse et Florent de Borsele, mais Jean sans Grace, le fils du comte Jean II d'Avesnes, les a vaincus. Renesse retourna en Flandre.
Le 11 juillet 1302, il participe côté flamand à la bataille des Éperons d'or près de Courtrai. La victoire flamande a été assez communément attribuée en partie à la manière dont Renesse a assuré le stratégie tactique.
À partir de 1303, il est de nouveau impliqué dans les batailles que les Flamands vont mener contre les Avesnes dans leurs territoires du nord. En avril et mai, les Flamands envahirent la Zélande et occupèrent Middelbourg. Une trêve fut alors convenue. Mais en mars 1304, les hostilités reprennent. Les Flamands ont remporté une victoire sur l'île de Duiveland (nl). Ils ont emprisonné Gui d'Avesnes, frère du comte Jean II et évêque d'Utrecht depuis 1301. Jean de Renesse a été désigné par les chroniqueurs contemporains comme l'instigateur de l'agression flamande. Au cours de l'avancée plus profonde en Hollande, Renesse a de nouveau été nommé protagoniste. Il faisait partie de la suite du comte Gui de Namur et s'est installé dans la ville épiscopale d'Utrecht en tant qu'agent.
À partir d'avril 1304, les chances de guerre tournent : Witte van Haemstede, fils bâtard de Florent V, débarque sur la côte à Zandvoort et réalise une renaissance hollandaise. Les troupes flamandes sont chassées de Gouda et d'ailleurs et Gui de Namur se réfugie à Utrecht. Le 10 août, il y a eu une bataille navale à Zierikzee sur la Gouwe, au cours de laquelle les Flamands sont battus.
Jean III de Renesse et quelques autres ont secrètement quitté Utrecht. Ils voulaient faire la traversée du Lek près de Beusichem. Le bateau qu'ils ont pris était surchargé et a chaviré, noyant Jean III et ses compagnons. Ses biens, y compris Renesse et Brouwershaven, ont été confisqués et sont tombés entre les mains de Witte van Haemstede, qui a chassé les armées flamandes restantes de la Hollande. Jean III mourut donc avec la réputation d'avoir été infidèle à son seigneur.
En 1308, Gouda et certaines possessions associées furent attribuées à Jean de Beaumont, le frère cadet du comte de Hollande, Guillaume Ier de Hainaut, fils de Jean Ier de Hainaut.